# Vida TV (programa de televisión)
Vida TV fue un programa mexicano de revista, concursos y comedia, que empezó a transmitirse en 2001, por medio del canal de Televisa 4tv (XHTV-TV). Además de ser el primer programa transmitido después del cierre de Central 4. Debido al gran éxito de sus concursos, y las buenas mancuernas entre sus conductores en 2002 pasa a ser parte de la programación de El Canal de las Estrellas, sustituyendo al programa Aquí entre dos con Andrea Legarreta y Martha Carrillo. Para 2006, finaliza transmisiones ya sin sus conductores originales.

## Sinopsis
Vida TV fue un programa de concursos en el que la gente "común" mostraba sus talentos (el baile, el canto, contar chistes, la actuación, etcétera) y eran recompensados con dinero. Además, los conductores mostraban nuevas facetas suyas como actores, interpretando por dos años un sketch dentro del programa titulándose Dos Niñas de Cuidado, imitando a reconocidos artistas como Paulina Rubio, Thalía, Cristian Castro, Chayanne y otros. Con el paso de los años, el público se encariñó demasiado con Galilea y con Héctor, y Televisa mandó hacer otro programa derivado de este, que empezaba a la 1 p. m. y terminaba a las 4 p. m., con lo que se dio paso a Vida TV, El Show.

## Conductores
- Galilea Montijo
- Héctor Sandarti
- Lilí Brillanti
- Horacio Villalobos
- Carlos Yustis
- Elliot Sáenz
- Mario Carballido
- Dolores Salomón "Bodokito"†
- Yuliana Peniche
- Mauricio Barcelata
- Raúl Magaña
- Bárbara Torres
- Rocío Cárdenas

## Concursos
- Reyes Imitadores.
- La Voz de México.
- La Voz Infantil de México.
- Besos y Cachetadas.
- El Clon de Galilea.
- Para Bailar.
- Todos estrellas.
- Cita a Ciegas.
- Aguas papás!.
- Los Hijos de la Bruja.
- ¿Quién sabe más?.
- Gruperos de Corazón.
- El Grito.
- Le Ronca.
- Cuéntame un Chiste.
- ¡Quiébrale Pues!.
- Cambio de Imagen.
- ¡Pero que e Je Jo!.
- El Desafío.
- Buscando una Estrella.
- Todos Estrellas.
- Radio Show.
- Aguas Amor.
- Quiero ser Modelo.
- El Mariachi de Oro.

## Fiscales
- "La Bruja Carmela" - Bárbara Torres - 2004
- "El Cumache" Personaje de la Telenovela Mariana de la Noche - Sergio Acosta - 2004
- Abismo Negro El juez de hierro† - Andrés Alejandro Palomeque González - 2005

## Agrupaciones Musicales Norteñas
"Nuevo León"
- Los Invasores de Nuevo León
- Cartel de Santa
- El Gran Silencio
- Celso Piña
- Grupo Límite
- Bronco

"Tamaulipas"
- Mister Chivo

"Coahuila"
- Tropicalisimo Apache
- Chicos De Barrio
- Los Capi
- El Orkeston Loko
- Sonora Everest

" Durango "
- Montez de Durango
- Banda Wane Wane

"Chihuahua"
- Conjunto Primavera
- Los Rieleros del Norte

"Sinaloa"
- Banda El Recodo
- Los Tigres del Norte
- La Arrolladora Banda el Limón

"Sonora"
- Laberinto
- Yndio

"Baja California"
- Los Tucanes de Tijuana

## Temas Musicales
- El tema "Colofox" mismo que sonaba cuando el jurado calificador daba puntuación perfecta de 5 cada de los 5 integrantes del jurado, y todos corrían a bailar a la pista.
- El programa adoptó el baile de "Felicidades", mismo que usaban en el Programa Hoy, con el cual felicitaban a personas de todo México y bailaban al ritmo de este.

## Vida TV, Contigo
- El programa realizó una serie de giras en algunos estados de la República, en donde realizaban los concursos y sketches y demás, a modo de concierto al aire libre en donde interactuaban más cerca del público.

## Vida TV, Así
- Tal fue así el éxito de Vida TV, que en enero de 2003, (además de su horario de la 1:00 a 2:30 p. m.), se le agregó una hora más al programa de 6:00 a 7:00 p. m. y este horario adicional duró un año, todo 2003.

## Vida TV, El Show
- Para esta etapa se realizó casting durante el programa en vivo, fueron seleccionados por el público: Raul Magaña, Mauricio Barcelata y Jackie García, mismos que se integran al elenco principal junto a Galilea Montijo y Lilí Brillanti, esta etapa inició en enero de 2005 y finalizó en enero de 2006.

## Vida TV, La Fiesta
- Esta fue la versión sabatina del programa, que se transmitió a la par de Vida TV, El Show, donde Galilea Montijo decidió quedarse a conducir el programa, sólo de lunes a viernes, entonces la conducción corrió a cargo, unos sábados Lorena Herrera y otros, Maribel Guardia.

## Retransmisiones
- Cabe señalar que, una vez que Galilea Montijo, el 18 de octubre de 2005, abandonó el programa para concursar en el programa Bailando por un sueño, Vida TV, El Show comenzó a transmitir solo capítulos repetidos, así hasta el 20 de enero de 2006.

## Salida de conductores
- La primera salida oficial fue la de Carlos Yustis, en 2001, por Canal 4 TV. Cabe mencionar que los conductores nunca mencionaron la salida de su compañero del programa.
- La segunda salida fue en 2004: La Bodoquito (Dolores Salomón), y se mencionó que su salida se debía a nuevos proyectos de la conductora.
- La tercera salida fue de Héctor Sandarti, porque entró a la Casa de Big Brother VIP en 2004, mismo año que fue el conductor del programa de concursos Vas o no vas con Boletazo.
- La cuarta salida fue de Lili Brillanti, en 2005, durante Vida TV, El Show, y cabe mencionar que fue la más impactante, porque resultó inesperada. Se dice que fueron varios los conflictos que la llevaron a renunciar; entre ellos, una pelea con Galilea Montijo.
- La quinta y última salida oficial fue la de la conductora estrella Galilea Montijo, el 18 de octubre de 2005, dado que se integraba al reality show Bailando por un sueño.[cita requerida]

## Reemplazo de conductores
Mientras los conductores oficiales iban saliendo, así fueron reemplazados.
- Carlos Yustis: Nadie.
- Bodoquito: Varios comediantes.
- Lilí Brillanti: Jackie García
- Héctor Sandarti: Mauricio Barcelata, Mario Carballido y Raúl Magaña
- Galilea Montijo: Aleida Núñez, Maribel Guardia, Lorena Herrera y algunas otras actrices famosas.

### Invitados especiales
- Tony Balardi
- Homero Ferruzca "Homerito"
- Jo Jo-Jorge Falcón
- Maribel Guardia
- Martha Julia
- Luz Elena González
- Marlene Favela
- Martha Higareda
- Chicos De Barrio
- Adal Ramones
- César Bono
- Xavier López "Chabelo"
- Abismo Negro El juez de hierro†
- Mar Contreras y los demás integrantes del grupo musical Sólo 5.